# Logo TV
Logo TV är en amerikansk TV-kanal som ägs av ViacomCBS som även äger MTV, VH1, Comedy Central och Nickelodeon. Kanalen sänder främst livsstilsprogram och riktar sig till HBTQ-publiken.